# Hexarthra mira
Hexarthra mira är en hjuldjursart som först beskrevs av Hudson 1871.  Hexarthra mira ingår i släktet Hexarthra och familjen Hexarthridae. Arten är reproducerande i Sverige. Inga underarter finns listade i Catalogue of Life.

## Bildgalleri

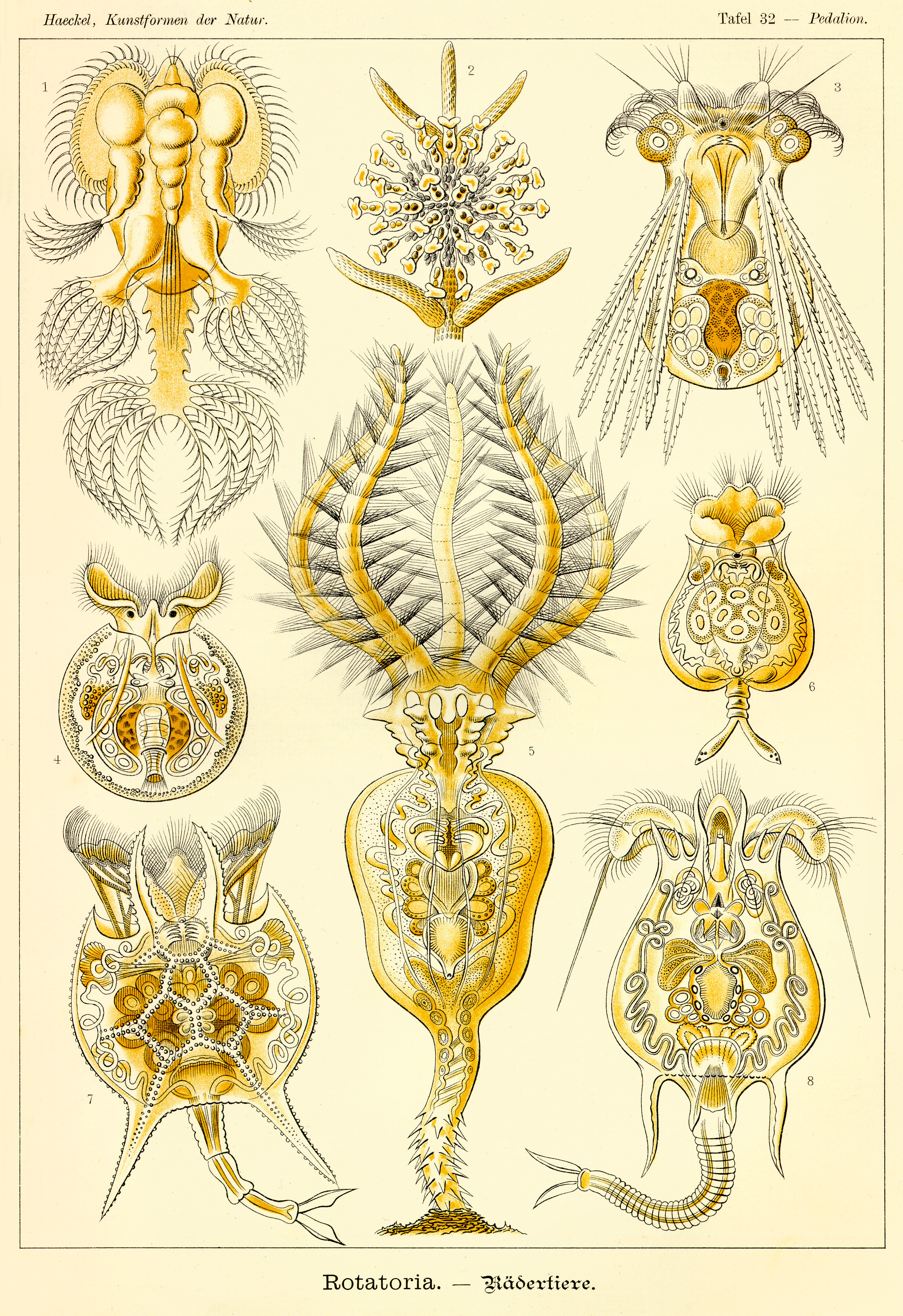